# Geerten Ten Bosch
Geerten Maria Ten Bosch (Dordrecht, 21 april 1959) is een Nederlandse grafisch ontwerpster, typografe en illustratrice.  
Ze volgde de opleiding grafische vormgeving aan de Koninklijke Academie in Den Haag. Ze richtte samen met Clara Linders in 1988 het kindertijdschrift St. Kitts van de Bovenwindse op. Het blad kende slechts één jaargang, maar in die periode kwam de samenwerking met Anne Vegter tot stand. Samen maakten ze het kinderboek De dame en de neushoorn, waarvoor ze in 1990 de Woutertje Pieterse Prijs kregen. Een jaar later ontving Ten Bosch een Vlag & Wimpel voor haar illustraties in Verse bekken van Anne Vegter. 
Ze illustreerde de dierenverhalen van Toon Tellegen, die op de kinderpagina van NRC Handelsblad verschenen. Voor haar illustraties in Tellegens boek De verjaardag van de eekhoorn kreeg ze in 1996 het Gouden Penseel.
Met Clara Linders maakte ze het prentenboek Het huis van Marie (1998), dat uit tien boekjes bestaat, die tezamen een legpuzzel vormen. In elk boekje is een voorwerp of meubelstuk uit het huis aan het woord. Samen met Moritz Ebinger maakte ze een muurtekening voor de bibliotheek van Maassluis (2001). 
Ook haar ouders Lou Ten Bosch en Ank Stumpel, haar broer Lodewijk en haar zusters Maricée, Simone en Judith zijn beeldend kunstenaar. 
In 2004 exposeerde Geerten Ten Bosch samen met haar familieleden op de tentoonstelling Bloei en vergankelijkheid in haar geboortestad Dordrecht.
In 2006 verscheen het boek Sprookjes van de planeet aarde met verhalen van Anne Vegter en illustraties van Geerten en Judith Ten Bosch.